# Černý dům
Černý dům je renesanční nemovitá kulturní památka na severní, dolní straně Karlova náměstí v Třebíči; na horní straně náměstí je podobného rázu Malovaný dům.

## Historie
Do téměř dnešní podoby nechal Černý dům přestavět bohatý třebíčský měšťan Jan Rábl, mistr mydlářský. Ten dům zakoupil a roku 1637 nechal jeho stranu obrácenou do náměstí pokrýt figurálními sgrafity. Ty přetrvaly do svého zalíčení v roce 1862, které si objednal nový majitel domu. Tento stav přetrval až do roku 1927, kdy byla sgrafita odborně obnovena pod dohledem památkového úřadu. V nové době byl dům v majetku židovských obchodníků Frieda a Taussiga; tamnímu obchodu s textilem se proto dlouho říkalo „U Taussiků“.
Dům dlouhá léta sloužil též provozu hospody Černý dům. Na tuto tradici navázala v 21. století restaurace V Černém domě. Mimo ni jsou zde obchody s textilním zbožím, kancelářskými a školními potřebami, nábytkem, cestovní kancelář, šicí dílna a další.

## Popis
Stěna domu směřující do náměstí je pokryta figurálními sgrafity. Postavy v horních výklencích představují tyto lidské ctnosti:
- Fides, víra – žena upřímně hledící na kříž svírající v rukou;
- Charitas, láska – znázorněna srdečným vztahem lásky matky a dítěte;
- Spes, naděje – symbolicky představována děvčetem pevně stojícím proti větru;
- Justitia, spravedlnost – žena s typickými atributy váhami a mečem;
- Fragilitas, pomíjivost – žena zpytující své bytí pomocí zrcadla (věčnosti);[3]
- Laetitia, veselost – poskakující dívka s květinami a mečem.[4]

Ve zbylých třech výklencích jsou okna. Pod římsou prvního poschodí jsou arabesky. Pod nimi pak lovecké výjevy a římští císaři Vespasián a Titus a cválající jezdec s mečem. Další postavou je potácející se rytíř, který se opírá o kopí, vedle něho své místo zaujímají tři erby: říšský, valdštejnský a žerotínský. Zbylé dva velké obrazy nejsou jednoznačně vyloženy; poslední obraz napravo má znaky biblického motivu.
Dům míval dva vysoké kamenné štíty, taktéž zdobené obrazy: Šalamounovým rozsudkem a volba a zavržení krále Saula.
Na domě je i portál tesaný z pískovce, nad nímž se nacházely tři štíty s erby, první štít ukazuje říšského orla, prostřední představuje erb valdštejnský a třetí je erb žerotínský. Pod nimi je nápis POZIEHNEG HOSPODINE TOMUTO DOMU Y WSSECHNIEM W NIEM PRZEBYWAGYCZYM (současnou češtinou: Požehnej Hospodine tomuto domu i všem v něm přebývajícím). Pod nápisem je hvězdářské znamení planety Smrtonoše (Marsu), po obou stranách je letopočet 1619.

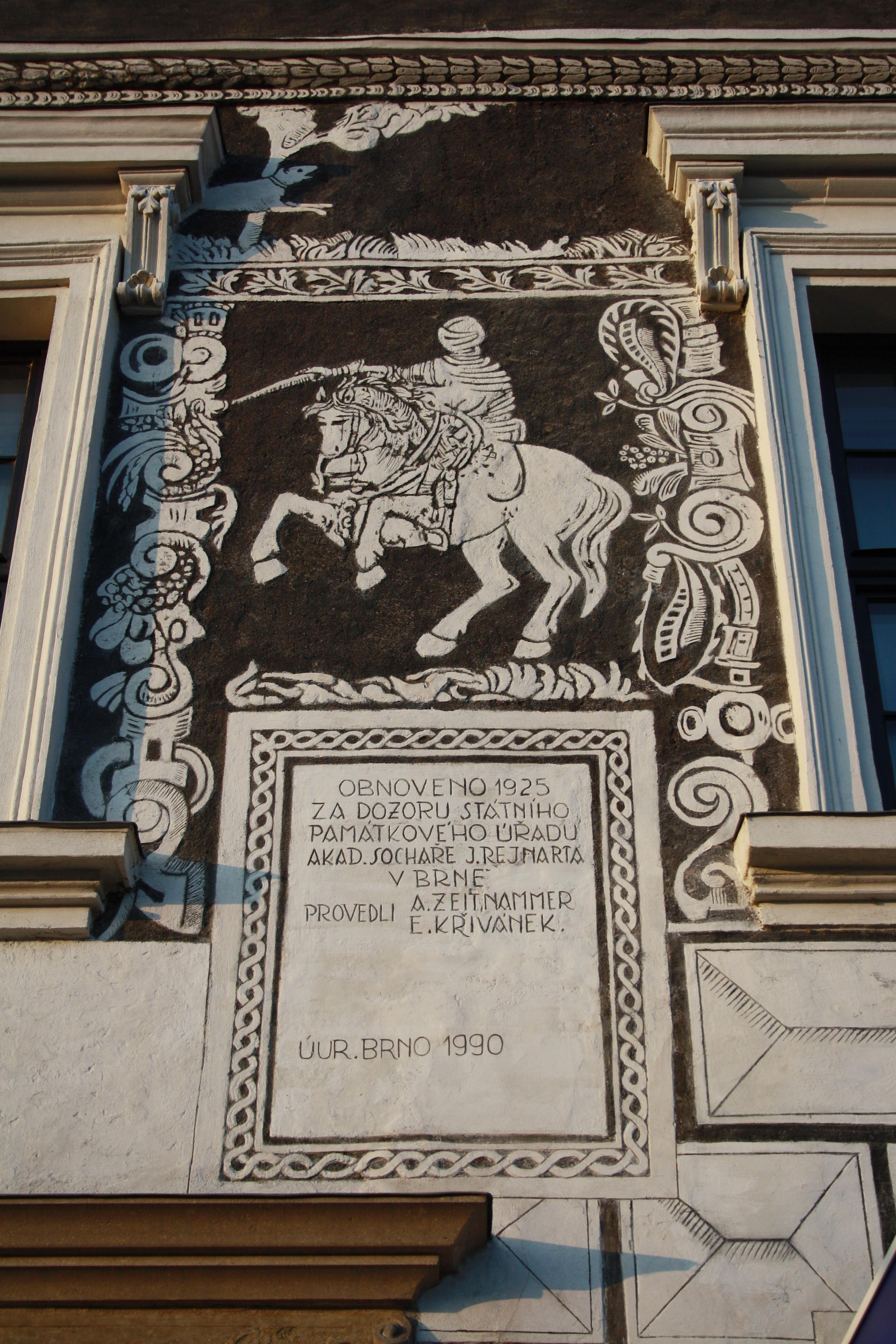
Sgrafita a údaje o rekonstrukci na stěně domu
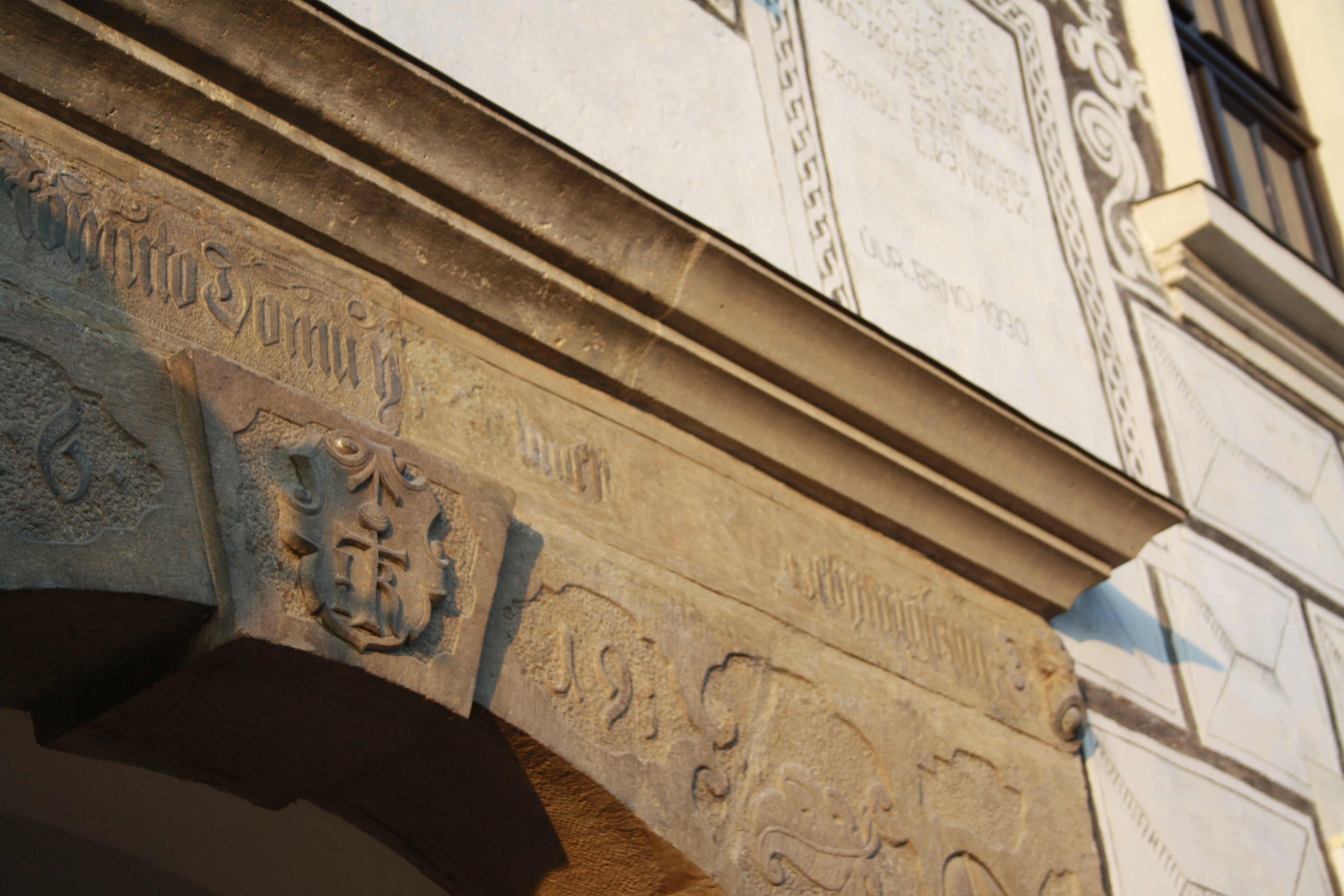
Portál s nápisem
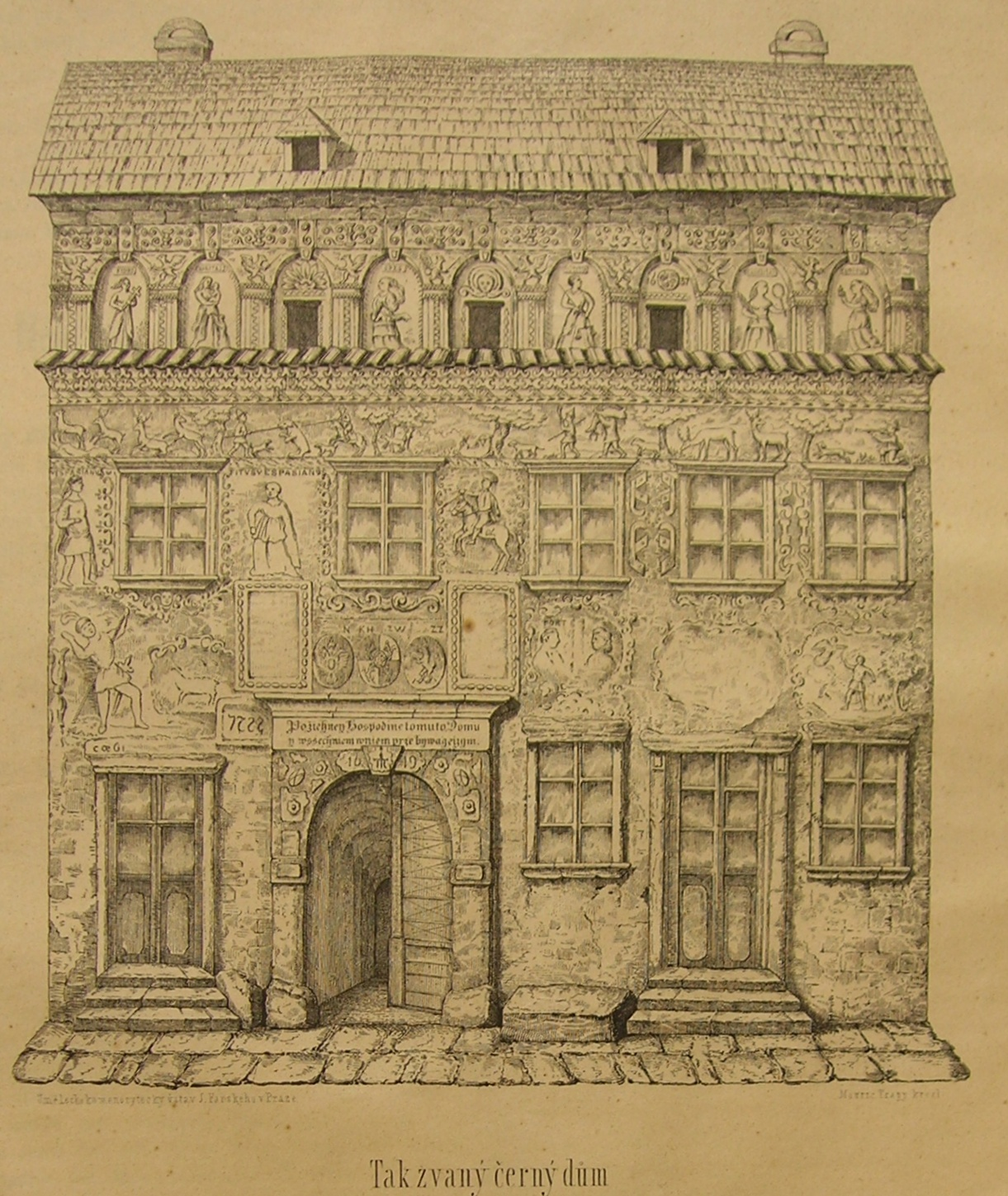
Trappův nákres Černého domu
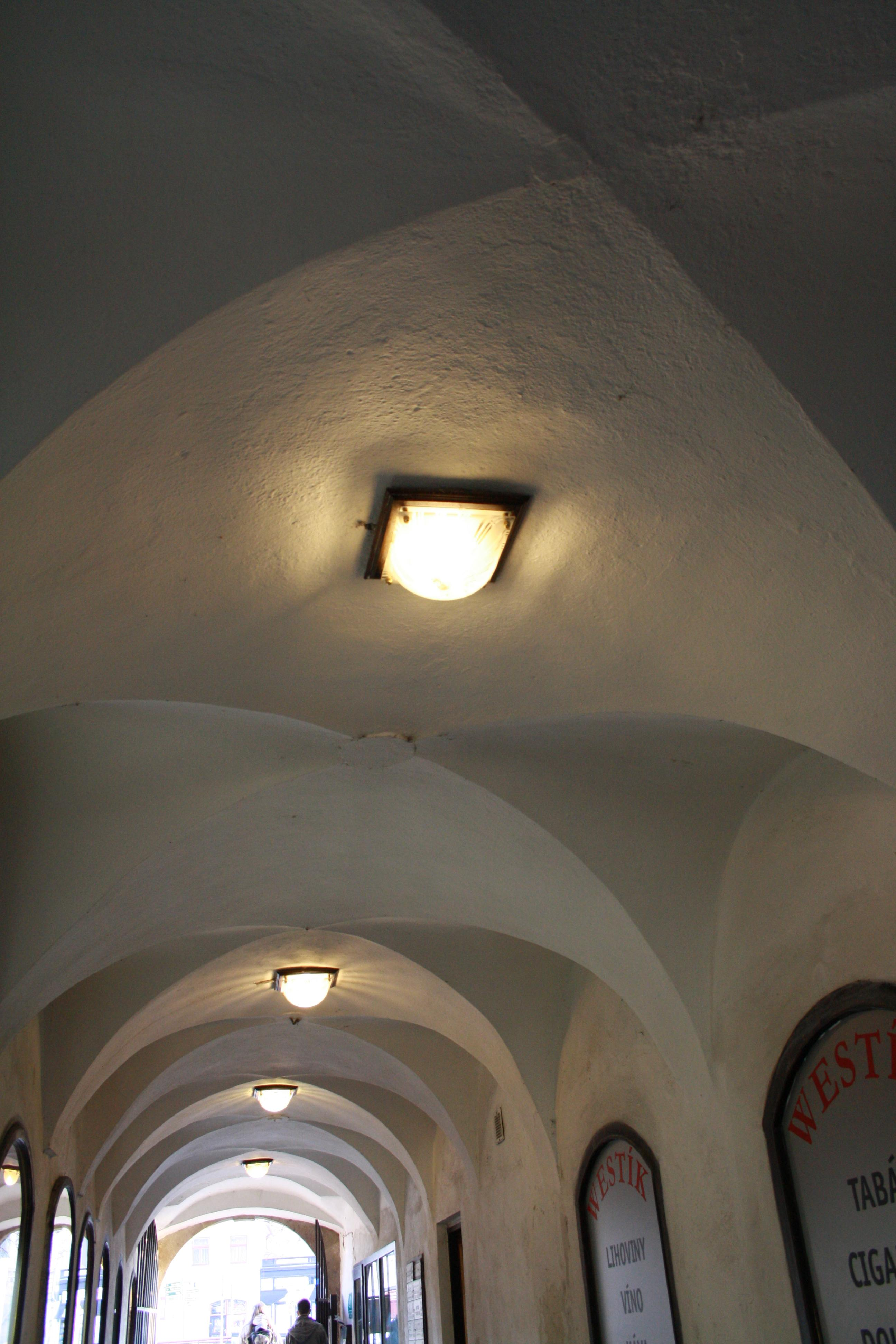
Průchod do dvora